# Télescope submillimétrique à grande ouverture porté par ballon
Pour les articles homonymes, voir Blast.
Le Télescope submillimétrique à grande ouverture porté par ballon (en abrégé BLAST pour l'anglais Balloon-borne Large Aperture Submillimeter Telescope) est un télescope submillimétrique suspendu à un ballon stratosphérique. Il dispose d'un miroir primaire de 2 mètres qui dirige la lumière vers des réseaux de bolomètres fonctionnant à 250, 350 et 500 µm. Ces réseaux ont été développés pour l'instrument SPIRE de l'Observatoire spatial Herschel. Le projet est réalisé par un consortium multi-universitaire dirigé par l'Université de Pennsylvanie (États-Unis) et qui comprend également l'Université de Toronto (Canada), l'Université Brown (États-Unis), l'Université de Miami (États-Unis), l'Université de la Colombie-Britannique (Canada), le Jet Propulsion Laboratory (États-Unis), l'Institut national d'astrophysique, optique et électronique (INAOE, Mexique) et l'Université de Cardiff (Royaume-Uni). Le troisième vol de BLAST en Antarctique a été un succès scientifique, mais une grande partie du télescope a été détruite après l'atterrissage. Il a été reconstruit pour un vol depuis l'Antarctique lors de l'été austral 2010-11. Ce vol le plus récent de BLAST (alias BLAST-Pol) dispose d'un polarimètre pour observer la lumière polarisée des noyaux de formation d'étoiles. La lumière est polarisée à cause des champs magnétiques. On pense que les champs magnétiques inhibent l’effondrement des noyaux. L'Observatoire spatial Herschel ne possède pas de polarimètre.
Les principaux objectifs scientifiques de BLAST sont :
- Mesurer les décalages vers le rouge photométriques, les luminosités en infrarouge lointain dans le référentiel au repos et les taux de formation d'étoiles des galaxies à sursauts de formation d'étoiles à grand décalage vers le rouge, contraignant ainsi l'histoire évolutive des galaxies qui produisent le fond infrarouge lointain/submillimétrique.
- Mesurer les sources préstellaires froides associées aux premiers stades de la formation des étoiles et des planètes.
- Créer des cartes à haute résolution des émissions galactiques diffuses sur une large gamme de latitudes galactiques.

Le cinéaste Paul Devlin a réalisé un film documentaire intitulé BLAST ! à propos du projet. Paul est le frère du cosmologiste Mark Devlin, chercheur principal du projet BLAST.

## Vols
1. Le premier vol de BLAST fut un vol d'ingénierie (d'essai). BLAST a été lancé vers 15 h 10 UTC le 28 septembre 2003 depuis la base Columbia Scientific Balloon Facility à Fort Sumner, au Nouveau-Mexique, aux États-Unis, et a atterri environ 26 heures plus tard près de Newcomb (en), également au Nouveau-Mexique.
2. Le deuxième vol de BLAST fut son premier vol scientifique. BLAST a été lancé à 1 h 10 UTC le 12 juin 2005 depuis Esrange, près de Kiruna, en Suède, et a atterri à 6 h 15 UTC le 16 juin 2005 sur l'île Victoria, dans les Territoires du Nord-Ouest, au Canada.
3. Le troisième vol de BLAST fut son deuxième vol scientifique. BLAST a été lancé à 1:54:10 UTC le 21 décembre 2006 depuis la base McMurdo, en Antarctique, et a atterri à 1:05 UTC le 2 janvier 2007 756 km au sud-ouest de McMurdo. Le troisième atterrissage du télescope fut désastreux ; le parachute n'a pas réussi à se détacher de la nacelle (à l'atterrissage) et les vents de l'Antarctique l'ont entraîné à la surface de la glace pendant 24 heures, pour finalement s'immobiliser dans une crevasse à 200 km du site d'atterrissage. Les disques durs contenant les données collectées ont finalement été localisés et récupérés sur le chemin de traînée, mais le télescope a été en grande partie détruit[3].
4. Le quatrième vol de BLAST (le premier sous le nom de BLAST-Pol) a été lancé à 4 h 06 UTC le 27 décembre 2010 depuis Willy Field, station McMurdo, Antarctique, et a atterri sur la plateforme de glace de Ross.